# The Bureau: XCOM Declassified
The Bureau: XCOM Declassified este un joc video de tipul third-person shooter tactic (diferit astfel ca gen față de precedentele jocuri ale seriei XCOM) realizat de 2K Marin și publicat de 2K Games pentru platformele Xbox 360, PlayStation 3 și Microsoft Windows a cărui lansare este planificată pentru 20 august 2013 în America de Nord și 23 august în restul zonelor.
1. 1 2 3   https://cdaction.pl/gry/the-bureau-xcom-declassified, accesat în 4 februarie 2025 Lipsește sau este vid: |title= (ajutor)
2. ↑  GOG.com
3. ↑  Steam
4. ↑  Humble Store
5. 1 2  Steam, accesat în 31 martie 2022
6. ↑   https://usk.de/usktitle/35464/ Lipsește sau este vid: |title= (ajutor)
7. ↑  ESRB rating database, accesat în 3 septembrie 2022